# OWSLA
OWSLA is een door Skrillex in 2011 opgericht platenlabel, samen met Tim Smith, Kathryn Frazier en Clayton Blaha.

## Tournee
In oktober 2012 kondigde Skrillex aan zijn eerste OWSLA-tournee te houden. De volgende artiesten zouden daarbij aanwezig zijn: The M Machine, Kill the Noise, Jack Beats, Alex Metric, Birdy Nam Nam, Seven Lions, I See Monstas,Nick Thayer, Kill Paris en Alvin Risk.

## Artiesten
De volgende artiesten staan onder contract bij OWSLA.
- Alesia
- Alex Metric
- Aryay
- Carmada
- Dog Blood
- Etnik
- Getter
- HeartsRevolution
- Hundred Waters
- I Am Legion
- Jack Beats
- Jack Ü
- Kill the Noise
- KOAN Sound
- Moody Good
- MUST DIE!
- Phonat
- Phuture Doom
- Route 94
- Salvatore Ganacci
- Seven Lions
- Skrillex
- Snails
- The M Machine
- Wiwek
- Valentino Khan
- What So Not
- Yogi

### Eerdere artiesten
De volgende artiesten zijn niet langer gecontracteerd bij OWSLA.
- Alvin Risk
- Bart B More
- Birdy Nam Nam
- Blood Diamonds
- Crookers
- David Heartbreak
- Gary Richards
- Dillon Francis
- Figure
- I See Monstas
- Nick Thayer
- Porter Robinson
- Rusko
- Skream
- Sub Focus
- TC
- Teddy Killerz
- Zedd